# Ježíšovi apoštolové
Ježíšovi apoštolové (anglicky: Apostles of Jesus) je mužská řeholní kongregace, jejíž zkratkou je A.J.

## Historie
Kongregace byla založena misionářem komboniánem Giovanni Marengonim (1922–2007) pro formaci misijního kléru v Africe.
Dne 3. května 1968 získala nihil obstat od Kongregace pro šíření víry a oficiální dekret o založení vydal 23. května biskup Morota Sisto Mazzoldi. Konstituce kongregace byly schváleny 25. března 1970.

## Aktivita a šíření
Vedou semináře, školy, sirotčince a zdravotnická centra. Poskytují pastorační službu jako faráři, farní vikáři a kaplani v nemocnicích a na vysokých školách.
Jsou přítomni v Botswaně, Etiopii, Keni, Súdánu, Jihoafrické republice, Tanzanii, Ugandě, Itálii, Spojeném království a Spojených státech amerických.
K roku 2008 měla kongregace 377 řeholníků v 60 domech.